# Carnoët
Carnoët (tiếng Breton: Karnoed) là một xã của tỉnh Côtes-d’Armor, thuộc vùng Bretagne, tây bắc Pháp.